# Live Earth

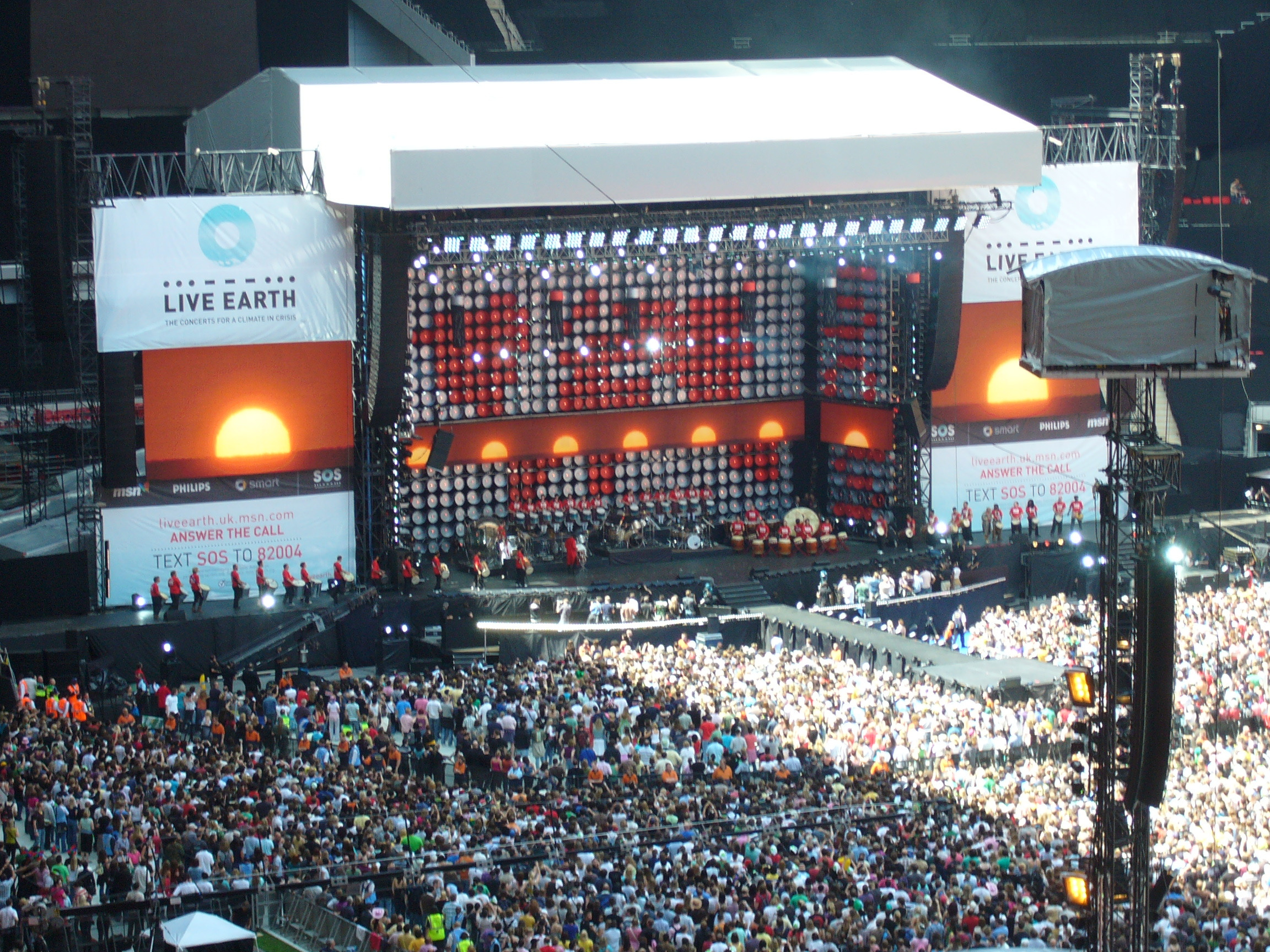
Live Earth a l'Estadi Nou Wembley.

Live Earth van ser una sèrie de concerts de pop i rock que es van fer amb l'objectiu d'incrementar la consciència ambiental. SOS va actuar com a organització paraigua de l'esdeveniment i va voler destinar els ingressos a crear una fundació per a la protecció del clima. La sèrie de concerts també pretenia animar la gent de tot el món a reduir les emissions de diòxid de carboni perjudicial per al clima en un 90 % l'any 2050.
En la primera edició, on van participar diversos artistes en diversos indrets, va tenir lloc el dissabte 7 de juliol de 2007 per alertar sobre l'escalfament global. Els concerts pretenien ajuntar a més de 150 dels artistes musicals més populars del món per atreure una audiència rècord.
L'organització de l'esdeveniment la va fer Save Our Selves (SOS), una entitat fundada per Kevin Wall, i que tenia el suport del vicepresident dels Estats Units Al Gore, l'organització Alliance for Climate Protection, MSN i Control Room, una companyia productora de concerts que dirigeix el Live Earth. A més, van comptar amb un ampli suport propagandístic de part de MTV. El seu logo/marca registrada és SOS escrit en codi Morse. A diferència dels esdeveniments musicals múltiples similars com el Live 8, gratuït, el Live Earth va cobrar per l'entrada, però l'esdeveniment va ser transmès per televisió i internet.

## Participants
Llista d'alguns dels participants:
| - AFI (grup musical) - Akon - Alicia Keys - Bon Jovi - Fall Out Boy - John Mayer - Kanye West - Kelly Clarkson - KT Tunstall - Melissa Etheridge - Roger Waters - The Smashing Pumpkins - The Police - Beastie Boys - Bloc Party - Duran Duran - Foo Fighters - Genesis (grup de música) - Keane (grup) - Madonna - Metallica - Red Hot Chili Peppers - The Black Eyed Peas | - Cat Stevens - Enrique Iglesias - Maná - M.I.A. - Shakira - Snoop Dogg |